# Hubert Cancik
Hubert Cancik (* 7. Dezember 1937 in Berlin-Karlshorst) ist ein deutscher Altphilologe und Religionshistoriker sowie zusammen mit Helmuth Schneider der Herausgeber des Neuen Pauly.
Hubert Cancik studierte die Fächer Klassische Philologie, Altorientalistik und Theologie an den Universitäten Berlin, Münster, Manchester und Tübingen. Bei Ernst Zinn wurde er 1964 promoviert mit Untersuchungen zur lyrischen Kunst des Publius Papinius Statius. Cancik wurde Wissenschaftlicher Assistent an der Tübinger Katholisch-Theologischen Fakultät im Fach Altes Testament. Im Jahr 1969 habilitierte er sich für Klassische Philologie mit einer Edition der Fragmente des Lucius Accius. Von 1974 bis zu seiner Emeritierung im Jahr 2003 war Hubert Cancik Professor für Klassische Philologie und Geschichte der antiken Religionen an der Universität in Tübingen. Einen Ruf an die FU Berlin (1988) lehnte er ab. Er ist mit Hildegard Cancik-Lindemaier verheiratet; das Paar hat zwei Töchter: die Altorientalistin Eva Cancik-Kirschbaum und die Juristin Pascale Monika Cancik. 2008 wurde dem Paar die Ehrendoktorwürde der Universität Basel verliehen.

## Schriften (Auswahl)
Aufsatzsammlung
- Gesammelte Aufsätze. Herausgegeben von Hildegard Cancik-Lindemaier. 2 Bände. Mohr Siebeck, Tübingen 2008;
  - Band 1: Römische Religion im Kontext. Kulturelle Bedingungen religiöser Diskurse. ISBN 978-3-16-149301-0;
  - Band 2: Religionsgeschichten. Römer, Juden und Christen im römischen Reich. ISBN 978-3-16-149313-3.

Monographien
- Marcus Tullius Cicero (106–43 v.u.Z.). Ein Anfang des europäischen Humanismus (= Historische Porträts. Band 7). Königshausen & Neumann, Würzburg 2021, ISBN 978-3-8260-6870-6.
- mit Hildegard Cancik-Lindemaier: Humanismus - ein offenes System. Beiträge zur Humanistik (= Schriftenreihe der Humanistischen Akademie Deutschland. Band 5). Alibri-Verlag, Aschaffenburg 2014, ISBN 978-3-86569-162-0.
- Europa – Antike – Humanismus. Humanistische Versuche und Vorarbeiten (= Der Mensch im Netz der Kulturen. Humanismus in der Epoche der Globalisierung. Band 7). Herausgegeben von Hildegard Cancik-Lindemaier. transcript-Verlag, Bielefeld 2011, ISBN 978-3-8376-1389-6.
- Verse und Sachen. Kulturwissenschaftliche Interpretationen römischer Dichtung. Herausgegeben von Richard Faber und Barbara von Reibnitz. Königshausen & Neumann, Würzburg 2003, ISBN 3-8260-2467-2.
- Antik – Modern. Beiträge zur römischen und deutschen Kulturgeschichte. Herausgegeben von Richard Faber, Barbara von Reibnitz und Jörg Rüpke. Metzler, Stuttgart u. a. 1998, ISBN 3-476-01572-6.
- Grundzüge der hethitischen und alttestamentlichen Geschichtsschreibung (= Abhandlungen des Deutschen Palästina-Vereins. Band 4). Harrassowitz, Wiesbaden 1976, ISBN 3-447-01657-4.

Herausgeberschaften
- mit Alfred Schäfer und Wolfgang Spickermann: Zentralität und Religion. Zur Formierung urbaner Zentren im Imperium Romanum (= Studien und Texte zu Antike und Christentum (STAC). Band 39). Mohr Siebeck, Tübingen 2006, ISBN 3-16-149155-6.
- mit Uwe Puschner: Antisemitismus, Paganismus, Völkische Religion. = Anti-semitism, paganism, voelkish religion. Saur, München 2004, ISBN 3-598-11458-3.
- mit Konrad Hitzl: Die Praxis der Herrscherverehrung in Rom und seinen Provinzen. Mohr Siebeck, Tübingen 2003, ISBN 3-16-147895-9.
- mit Jörg Rüpke: Römische Reichsreligion und Provinzialreligion. Mohr Siebeck, Tübingen 1997, ISBN 3-16-146760-4.
- Markus-Philologie. Historische, literargeschichtliche, und stilistische Untersuchung zum zweiten Evangelium (= Wissenschaftliche Untersuchungen zum Neuen Testament. Band 33). Mohr, Tübingen 1984, ISBN 3-16-144725-5.
- mit Helmuth Schneider: Der neue Pauly. Enzyklopädie der Antike (DNP). 16 Bände in 19 Teilbänden sowie 7 Supplementbände. Metzler, Stuttgart u. a. 1996–2012, ISBN 3-476-01470-3.
- Mitherausgeber von: Handbuch religionswissenschaftlicher Grundbegriffe. HrwG. 5 Bände. Kohlhammer, Stuttgart u. a. 1988–2000, ISBN 3-17-010531-0.
- mit Helmuth Schneider und Manfred Landfester: Der Neue Pauly. Enzyklopädie der Antike. Sonderausgabe. WBG (Wissenschaftliche Buchgesellschaft), Darmstadt 2015, ISBN 978-3-534-26764-4 (Das klassische Altertum und seine Rezeptionsgeschichte: 18 Bände, 1 Registerband, inkl. Zusatzband Historischer Atlas der Antiken Welt).
- mit Horst Groschopp und Frieder Otto Wolf: Humanismus. Grundbegriffe. De Gruyter, Berlin u. a. 2016, ISBN 978-3-11-047136-6.
- mit Stefan Rebenich und Alfred Schmid: Archäologie der Moderne. Antike und Antike-Rezeption als Paradigma und Impuls (= Colloquium Rauricum. Band 16). Schwabe, Basel 2020, ISBN 978-3-7965-4160-5.